# Kościół w Fole
Kościół w Fole – świątynia należąca do diecezji Visby Kościoła Szwecji. Znajduje się w centralnej części Gotlandii.

## Architektura
Widoczny obecnie kościół był poprzedzony murowaną świątynią romańską. Z tego starszego kościoła zachowała się jedynie wieża, pochodząca z około 1200 roku. Pozostałe romańskie części świątyni były stopniowo zastępowane gotyckimi. W połowie XIII wieku taki los spotkał prezbiterium i prawie połowę nawy, a kilkadziesiąt lat później jej resztę. Przebudowany kościół oddano do użytku w 1280 roku. Od tamtego czasu kościół pozostał właściwie nienaruszony. W 1707 roku odrestaurowano zakrystię. Na przestrzeni wieków dokonywano sporadycznie drobnych przeróbek we wnętrzu świątyni.
Dawny portal wiodący do prezbiterium po przebudowach stał się wejściem do zakrystii. Świątynia nie posiada absydy, a jedynie prostą ścianę od wschodu z trzema smukłymi oknami. Na jednej ze ścian widnieją napisy runiczne wykonane przez mieszkańców jako rodzaj trwałego zapisu o ich prawie do korzystania z drogi biegnącej przez Fole.

## Wnętrze

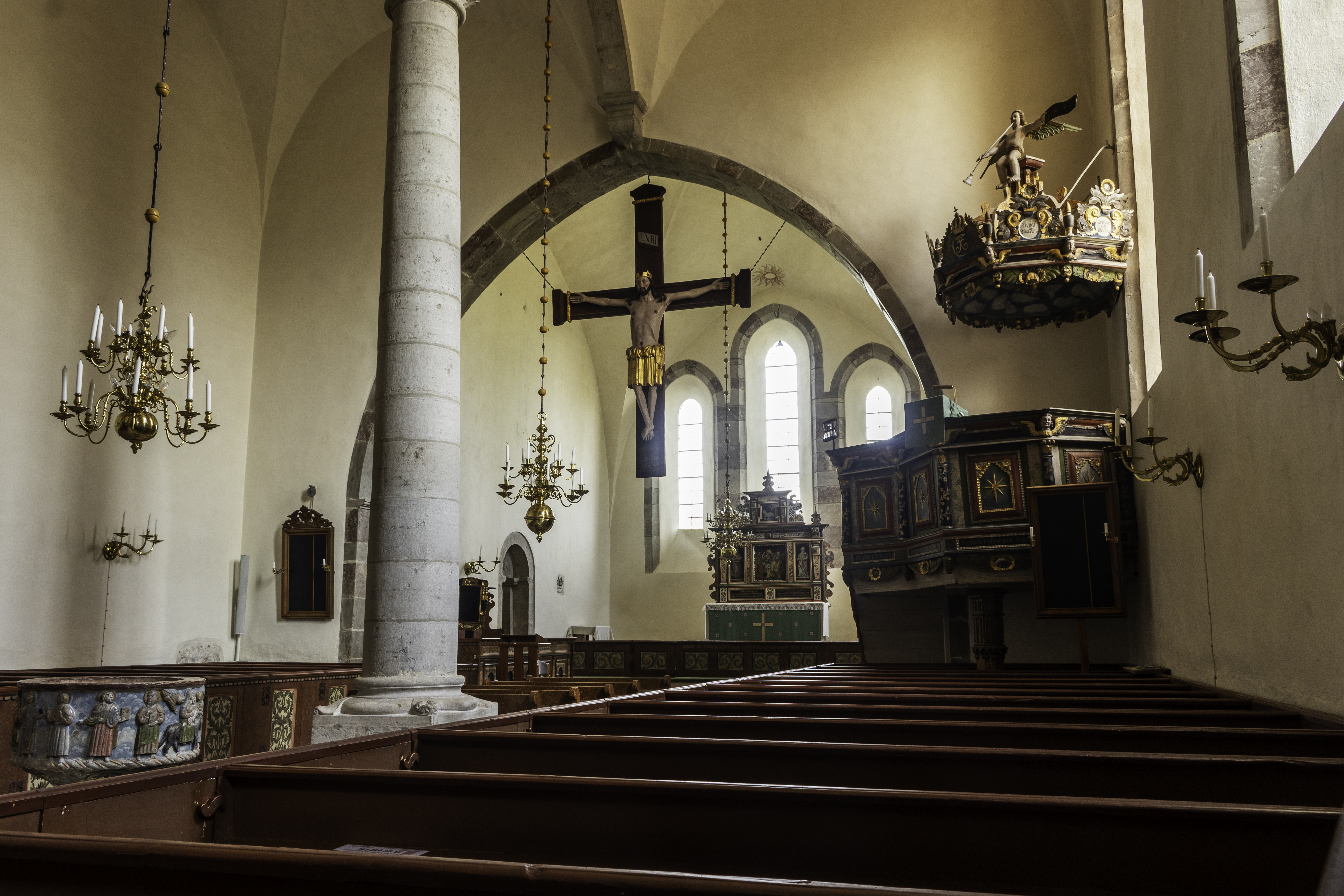
Wnętrze

Wnętrze kościoła ozdobiono freskami, z których do dziś zachowały się fragmenty. W świątyni wciąż znajduje się kilka elementów pochodzących ze średniowiecza. Chrzcielnica z wapienia datowana jest na początek XIII wieku, ale jej kielich został upiększony malowidłami w XVIII wieku. W górnej części chrzcielnicy znajdują się płaskorzeźby przedstawiające ucieczkę Świętej Rodziny do Egiptu oraz apostołów, z kolei w podstawie są wyrzeźbione głowy ludzkie i zwierzęta. We wnętrzu mieści się także XIII-wieczny krzyż triumfalny, pomalowany w połowie XIX wieku. Zobaczyć tu też można kilka średniowiecznych płyt nagrobnych. Obraz w ołtarzu namalował w 1654 roku Johan Bartsch. Wykonawcą ambony był w 1751 roku Johan Hernell. Ławki pochodzą z pierwszej połowy XVIII wieku.